# Mey
 Mey  es una población y comuna francesa, en la región de Lorena, departamento de Mosela, en el distrito de Metz-Campagne y cantón de Montigny-lès-Metz.

## Demografía
| 71 | 83 | 90 | 147 | 165 | 179 |
| Para los censos de 1962 a 1999 la población legal corresponde a la población sin duplicidades (Fuente: INSEE [Consultar]) |    |    |     |     |     |